# 大野修作
大野 修作（おおの　しゅうさく、1951年4月 - ）は、日本の漢文学・書道学者。元京都女子大学文学部教授。書法漢学研究会理事長。近畿漢詩連盟会長。

## 経歴
埼玉県生まれ。1970年埼玉県立春日部高等学校卒。京都大学文学部中国文学科卒、同大学院博士課程満期退学、2000年「書論を中心に見た中国文学芸術研究」で文学博士。鹿児島大学助教授、京都女子大学助教授、教授。退職して現職。

## 著書
- 『広瀬旭荘』日本漢詩人選集 研文出版 1999
- 『書論と中国文学』研文出版 2001
- 『吟詠詩の手びき 第5集（日本漢詩編）』吟道摂楠流総本部 2007
- 『述書賦全訳註』勉誠出版 2008

### 共著
- 『鑑賞中国の古典 第22巻 宋代詩詞』山本和義、中原健二共著 角川書店 1988

### 書の訳
- 『王鐸唐詩六首手巻』鄒濤釈文 現代語訳 アートライフ社 2010
- 『劉石庵書李白詩詞巻』釈文 アートライフ社 2011
- 『董其昌草書巻 民間に眠る名品』釈文・現代語訳・アートライフ社 2012
- 『于右任草書般若心経 民間に眠る名品』アートライフ社 2013
- 『文徴明沈周書畫合巻 清国墨眇亭舊蔵羅振玉題 民間に眠る名品』アートライフ社 2013
- 『文徴明草書詩巻 清国羅叔言舊蔵内藤虎署 民間に眠る名品』アートライフ社 2013

### 翻訳
- 『啓功書話 詩でたどる書の流れ』二玄社 1997
- 史樹青『文物鑑定家が語る中国書画の世界』大修館書店 あじあブックス 2001